# درجه سختی (صعودهای ورزشی)
درجه سختی تعریفی است که ورزشکاران صعودهای ورزشی به مسیرهای صعود رشته‌های کوهنوردی، سنگ‌نوردی و یخ‌نوردی می‌گویند که به‌طور اجمالی نمایانگر میزان دشواری مسیر و زمان مورد نیاز برای عبور از آن مسیر به‌ویژه است. هر کدام از شاخه‌های صعودهای ورزشی سیستم درجه‌بندی به‌ویژه خود را دارند که در آن رشته خاص قابل ارائه است. در این میان برخی کشورها سیستم‌های درجه‌بندی به‌ویژه خود را تعریف و معرفی کرده‌اند که اغلب آن‌ها در همان کشور کاربرد دارد. سیستم درجه‌بندی یوسیمیتی پر کاربردترین سیستم درجه‌بندی در سرتاسر دنیاست که در ایران نیز مورد استفاده قرار می‌گیرد.

## سنگ‌نوردی
| جدول مقایسه سیستم‌های درجه‌بندی سنگ‌نوردی |                     |                     |                  |                            |                     |                      |                  |                 |
| درجه‌بندی یوسیمیتی                      | درجه‌بندی بریتانیایی | درجه‌بندی بریتانیایی | درجه‌بندی فرانسوی | اتحادیه بین‌المللی کوهنوردی | درجه‌بندی استرالیایی | درجه‌بندی اروپای شرقی | درجه‌بندی فنلاندی | درجه‌بندی برزیلی |
| درجه‌بندی یوسیمیتی                      | فنی بودن            | شدت (سختی)          | درجه‌بندی فرانسوی | اتحادیه بین‌المللی کوهنوردی | درجه‌بندی استرالیایی | درجه‌بندی اروپای شرقی | درجه‌بندی فنلاندی | درجه‌بندی برزیلی |
| 5.2                                    |                     |                     | 1                | I                          |                     |                      |                  | Isup            |
| 5.3                                    |                     |                     | 2                | II                         | 11                  |                      |                  | II              |
| 5.4                                    |                     |                     | 3                | III                        | 12                  |                      |                  | IIsup           |
| 5.5                                    | 4a                  | VD                  | 4                | IV                         |                     |                      |                  | III             |
| 5.6                                    |                     | S                   | 5a               | -V                         | 13                  |                      | 5-               | IIIsup          |
| 5.7                                    | 4b                  | HS                  | 5b               | V                          | 14                  |                      | 5                | IV              |
|                                        | 4c                  |                     |                  | +V                         | 15                  |                      |                  |                 |
| 5.8                                    |                     | VS                  | 5c               | -VI                        | 16                  | VIIa                 | 5+               | IVsup           |
| 5.9                                    | 5a                  | HVS                 | 6a               | VI                         | 17                  | VIIb                 |                  | V               |
| 5.10a                                  |                     | E1                  | 6a+              | +VI                        | 18                  | VIIc                 | 6-               | VI              |
| 5.10b                                  | 5b                  |                     |                  |                            | 19                  |                      |                  | VI/VI+          |
| 5.10c                                  |                     | E2                  | 6b               | VII−                       | 20                  | VIIIa                | 6                | VIsup/VI+       |
| 5.10d                                  | 5c                  |                     | 6b+              | VII                        | 21                  | VIIIb                |                  | VIsup           |
| 5.11a                                  |                     | E3                  | 6c               | VII+                       | 22                  | VIIIc                | 6+               | 7a              |
| 5.11b                                  |                     |                     | 6c+              |                            | 23                  |                      |                  | 7b              |
| 5.11c                                  | 6a                  | E4                  | 7a               | VIII−                      | 24                  | IXa                  | 7+               | 7c              |
| 5.11d                                  |                     |                     | 7a+              | VIII                       |                     | IXb                  | 7                | 8a              |
| 5.12a                                  |                     | E5                  | 7b               | VIII+                      | 25                  | IXc                  | 7+               | 8b              |
| 5.12b                                  | 6b                  |                     | 7b+              |                            | 26                  |                      | 8-               | 8c              |
| 5.12c                                  |                     | E6                  | 7c               | IX−                        | 27                  | Xa                   | 8                | 9a              |
| 5.12d                                  | 6c                  |                     | 7c+              | IX                         | 28                  | Xb                   | 8+               | 9b              |
| 5.13a                                  |                     | E7                  | 8a               | IX+                        | 29                  | Xc                   | 9-               | 9c              |
| 5.13b                                  |                     |                     |                  |                            |                     |                      | 9                |                 |
| 5.13c                                  | 7a                  |                     | 8a+              | X-                         | 30                  |                      | 9+               | 10a             |
| 5.13d                                  |                     | E8                  | 8b               | X                          | 31                  |                      | 10-              | 10b             |
| 5.14a                                  |                     |                     | 8b+              | X+                         | 32                  |                      | 10               | 10c             |
| 5.14b                                  | 7b                  |                     | 8c               |                            |                     |                      | 10+              | 11a             |
| 5.14c                                  |                     | E9                  | 8c+              | XI−                        | 33                  |                      | 11-              | 11b             |
| 5.14d                                  | 7c                  |                     | 9a               | XI                         | 34                  |                      | 11               | 11c             |
| 5.15a                                  |                     |                     | 9a+              |                            |                     |                      |                  | 12a             |

## صعود مصنوعی
برای درجه بندی  صعودهایی که از ابزارهای کوبشی و تخریب‌کننده سنگ مانند میخ ,رول , کوپر هد و امثالهم استفاده می‌شود حرفA  بکار برده می‌شود(A0-A6) و برای صعودهای پاکیزه که از ابزارهای غیر کوبشی همچون فرند, ترایکم,کیل و مانند آن استفاده  می‌شود حرفC  بکار برده می‌شود(C0-C6).
توجه به این نکته ضروری است که درجه ارائه شده  برای یک مسیر امری مطلق نیست .
A0/C0
این درجه به مسیرهائی تعلق می‌گیرد که عمدتا" به صورت طبیعی صعود می‌شوند اما در بخش‌هائی از آن سنگنورد به جای استفاده از عوارض طبیعی سنگ  از ابزار مصنوعی کمک می‌گیرد. در این صعود از رکاب استفاده نمی شود اما در عوض سنگنورد در بخش‌هائی از مسیر با کمک گرفتن از تسمه‌ها و یا کوئیک دراهای متصل به ابزارهای میانی(میخ-رول-فرند-...) خود را بالا می کشد. انواع پاندوله‌ها و یا تراورس کششی(TENSION TRAVERS) و یا وزن آوردن بر روی ابزاز(مثلا" نشستن بر روی طناب) از انواع دیگری  از صعودهای با درجه A0/C0 هستند.
A1/C1
صعود مصنوعی ساده که با بهره‌گیری از همه ابزارهای صعود مصنوعی در مسیرهائی با میانی‌های مطمئن و قابل اتکا که قابلیت تحمل  پاندولیهای شدید را نیز داشته باشد  انجام می‌شود.
A2/C2
صعود مصنوعی متوسط . ابزارهای میانی عمدتا" مطمئن هستند اما ممکن است در اثر سقوط  برخی ابزارهای میانی از موقعیت خود خارج شوند اما این سقوطها در حدی نیستند که منجر به  جراحت و یا مصدومیت شوند. برخی مسیرهای مصنوعی  که با ابزارگذاری انجام می‌شوند و ابزارها علی‌رغم اینکه قبلیت تحمل سقوط را دارند اما در موقعیت خیلی مناسبی نیستند و موقعیت لرزانی دارند و یا امکان و شرائط مسیر اجازه دقت بالا در ابزارگذاری را نمی‌دهد نیز درجهC2 می‌گیرند.
A3/C3
صعود مصنوعی دشوار , ابزارگذاری دشوار تر می‌شود و همراه است با ابزارگذاری‌های متوالی نا مطمئن و لب مرزی, خطر سقوط تا 7 متر نیز وجود دارد.ابزارگذاری درحالیکه تنها تحملی به اندازه وزن بدن صعودکننده را دارد نیز سخت تر شده و نیاز به مهارت و دقت بالاتری دارد . مشکلات بیشتر در مسیر یابی و صعودهای خطرناک بر روی هوک و یا پرچ‌های قدیمی از دیگر چالشهای صعود در این کلاس است. مسیرهای با درجه C3 بیشتر صعود کنندگان مصنوعی را به چالش می کشد و ابزارگذاری‌های درجهC3 معمولا" نیاز به تست کردن دقیق قبل از وارد کردن وزن بدانها را دارد.در مسیرهای با درجهC3 همچنین احتمال سقوط  بیشتری وجود دارد و احتمال زیپ شدن و خروج8-10 ابزار و سقوطی تا 15 متر وجود دارد البته این سقوط بسیار جدی نخواهد بود و منجر به جراحات شدید نخواهد شد.صعود بسیاری  از مسیرهای با درجه A3/C3به چندین ساعت تلاش نیاز دارد.
A4/C4
صعود مصنوعی با درجه سختی بالاتر همراه با سقوطهای احتمالی خطرناک ,ابزارگذاری  نامطمئن و لب مرزی و ترسناک. تا حدود 25 متر ابزارهای میانی که کار گذاشته می‌شود تنها تحمل وزن بدن را داشته و قابلیت تحمل شوک را ندارند و احتمال سقوطهای خطرناک بر روی لبه‌ها و یا سقوطهای طولانی نیز وجود دارد. هر ابزار کار گذاشته شده باید طوری تست شود که بتوان با ترکیب تعدادی از میانی‌های نامناسب به حد قابل قبولی از ایمنی دست یافت. صعود مسیرهائی با چنین درجه‌ای تنها از عهده سنگنوردان مصنوعی کار بسیار خبره و با تجربه بر می‌آید. بیتر مسیرهای با چنین درجه‌ای نیازمند میخ کوبی و استفاده از هوک است.
A4+/C4+:
ضریب خطر بالا,سخت‌ترین حد صعود مصنوعی برای عمده سنگنوردان. برای درک صعود در این درجه صعود A4 را تصور کنید سپس یک درجه بر سختی آن بیافزائید. در صعود مسیرهای با این درجه سختی زمان زیادی صرف  می‌شود تا صعودکننده هر حرکت خود را با دقت بالا و کنترل همه عوامل شامل مسیر صعود ابزارهای میانی, پله رکاب و ... انجام دهد حرکتها کاملا" بایستی حساب شده انجام گرفته و از شوکهای ناگهانی و یا فشار آوردن در جهتی نامناسب و امثالهم پرهیز کرد گاهی اوقات یک ابزار به تنهائی نمی تواند وزن صعودکننده را تحمل کند و باید چندین ابزار را ترکیب نموده و برای اجرای یک حرکت بر آن‌ها نیرو وارد نمود. در این مسیرها سنگ‌ها عمدتا" لق ,پوسته پوسته  و ناپایدار هستند . درصورت سقوط احتمال زیپ شدن و خروج متوالی ابزارها وجود دارد و همچنین احتمال برخورد با لبه‌های خطرناک همراه با جراحات بسیار شدید وجود دارد.
A5/C5
حد نهائی  دشواری و خطر در صعودهای مصنوعی را با این درجه نشان می دهند. هیچکدام از میانی‌های کارگذاشته  شده قابلیت تحمل شوک را نداشته و تنها در حد تحمل وزن صعودکننده هستند . مسیرهای A5/C5 از لحاظ سختی مسیری برتری نسبت به A4+/C4+  ندارند و تنها ضریب خطر و ریسک‌پذیری بالاتری دارند ضمنا" در مسیرهای با این درجه سختی  نمی توان از ابزار مته برای ایجاد سوراخهائی ولو کوچک جهت کارگذاشتن هوک استفاده نمود و حتی یک مورد استفاده از سوراخهای ایجاد شده با مته درجه مسیر به A4/C4 کاهش می یابد. در صعود این مسیرها تنها کارگاهها هستند که مطمئن بوده و قابلیت تحمل شوک را دارند.
A6/C6
فری سولو مصنوعی!!
درجه‌ای افسانه ای, آیا مسیری با چنین درجه‌ای قابل صعود است؟ تنها چیزی که می‌تواند مسیری را ازA5/C5 سخت تر کند , کارگاههای نامطمئن است کارگاههائی که قابلیت تحمل شوک ناشی از سقوط را نداشته باشد و در صورت یک خطا از جانب صعود کنندگان و سقوط آن‌ها بر روی یک میانی هر دو تا کف زمین به سقوط ادامه دهند!!!!